# Shinpa
Shinpa ist eine japanische Karate-Kata, die im Shitō-Ryū trainiert wird.

## Geschichte der Kata
Es gibt nur sehr wenig Wissen über die Herkunft der Kata. Die Kata ist sehr kurz. Sie hat 31 Bewegungen, und fast alle Stände werden im Sanchin Dachi gemacht. Die Kata ist eher unbekannt und wird auch nur im Shito Ryu geübt, und selbst dort trainieren nicht alle Schulen diese Form.